# 布魯斯·施奈爾

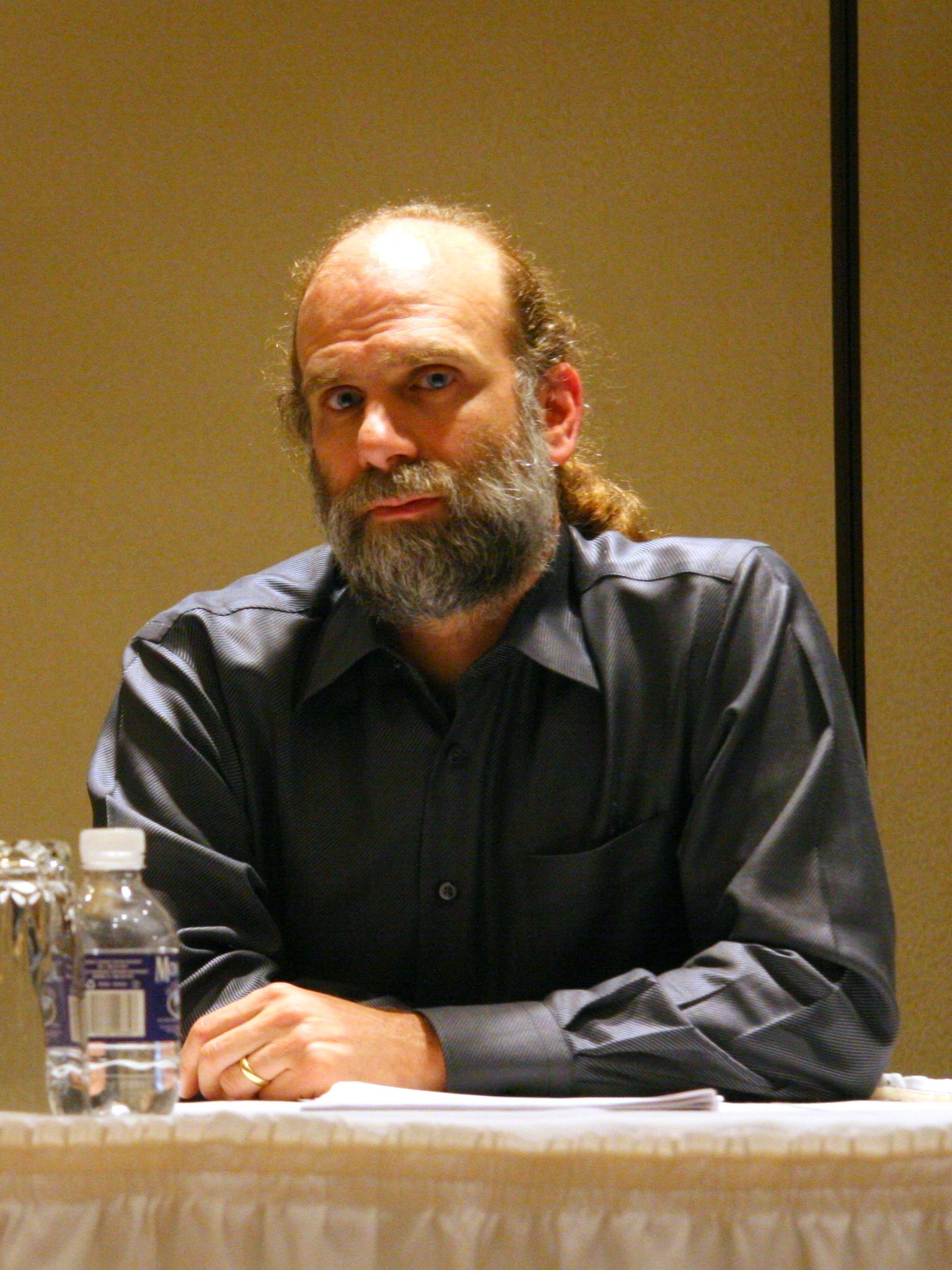
布魯斯·施奈爾

布魯斯·施奈爾（英語：Bruce Schneier，1963年1月15日—）是一位美國的密碼學學者、資訊安全專家與作家。他撰寫了數本資訊安全與密碼學相關的書籍，並且創辦了BT公司並擔任其技術長（CTO）。

## 學習歷程
施奈爾生於紐約市，目前住在明尼蘇達州的大城明尼亞波利斯。施奈爾於羅徹斯特大學物理系畢業，直率並於美利堅大學取得計算機科學的碩士學位。他曾先後工作於美國國防部與美國電話電報公司（AT&T）的貝爾實驗室。

## 密碼學著作
施奈爾的《應用密碼學》（Applied Cryptography）對密碼學造成重大影響。施奈爾（與人合作）設計了許多密碼學的演算法，其中包含Blowfish、Twofish與MacGuffin的區塊加密模式（block cipher），Helix與Phelix的串流加密（stream ciphers），以及Yarrow與Fortuna的擬亂數產生器（cryptographically secure pseudo-random number generator）。而密碼學演算法Solitaire是施奈爾設計給一般人腦運算使用的密碼學演算法；該演算法以Pontifex的名稱出現於尼爾·史蒂芬生（Neal Stephenson）的小說《Cryptonomicon》。施奈爾也獨立或與人一起發表過上百篇密碼學相關的文獻。
然而，施耐爾（現在）認為他自己早期成果的背後隱藏的人用問題（people problem），證明當時只是天真的、僅僅只合乎數理、如同躲在象牙塔一樣毫無鴻觀的作品。在《應用密碼學》一書中指出，正確的建置密碼學演算法即可達到安全性與機密性，書中所介紹的各種協定將能確保資訊安全；然而，他當時卻沒顧慮到未來可能遭遇到的問題。施耐爾認為當時由數理證明所提出的安全保證，在實務的應用上達不到實際的安全等級。他在《祕密與謊言》（Secrets and Lies）裡描述道，即使一家公司使用最通行的RSA密碼學演算法來保護這家公司的資料，卻不假所思的將金鑰（用來加/解密、簽署數位資訊的機密資料）交給一位無法信任的員工，或讓員工將金鑰在一台不可靠的電腦上使用；結果將是資訊安全蕩然無存。因此，一個真正的安全資訊應該整體佈局於軟體、硬體、網路、人、財務與企業活動。施耐爾（現在）著手教育人們去建置一整個安全系統，並與尼爾斯·弗格森（Niels Ferguson）一同完成他的新書《實用密碼學》（Practical Cryptography）。

## 資訊科技相關著作
在2000年，他出版了《秘密與謊言：如何建構網路安全防衛系統》。2003年，則出版了《超越恐懼：認真思考未知世界的資訊安全》。
施耐爾也曾免費於網站上撰寫電腦科技與相關安全上的議題。
此外，他在九一一襲擊事件後，數次撰寫生物辨識應用於飛航安全的相關文章。

## 其他著作
施奈爾與他的妻子凱倫·古柏（Karen Cooper）為明尼阿波利斯市的報紙寫過一些餐廳的評論。

## 其他相關
施奈爾的大名在小說《達文西密碼》裡現身。
雖然達文西很少展現他的功力，但是他確實是一位密碼學先驅，蘇菲也知道。蘇菲的大學老師們使用加密演算法保護資料，並且讚揚Zimmermann與施奈爾對密碼學的供獻，卻未曾提到達文西在數個世紀前就創造了第一個公開金鑰演算法的原型。

## 重要著作
- 布魯斯·施奈爾· 《應用密碼學》, John Wiley & Sons, 1994年· ISBN 0-471-59756-2
  - 本書禁止俄勒冈監獄的獄友閱覽[5]。
- 布魯斯·施奈爾· 《Protect Your Macintosh》, Peachpit Press, 1994年· ISBN 1-56609-101-2
- 布魯斯·施奈爾· 《電郵安全》, John Wiley & Sons, 1995年· ISBN 0-471-05318-X
- 布魯斯·施奈爾· 《應用密碼學》, 第二版, John Wiley & Sons, 1996年· ISBN 0-471-11709-9
- 布魯斯·施奈爾; 約翰·凱西（John Kelsey）; 杜格·懷汀（Doug Whiting）; 大衛·沃尼（David Wagner）; 克里斯·希爾（Chris Hall）; 尼爾斯·弗格森· 《Twofish加密演算法》, John Wiley & Sons, 1996年· ISBN 0-471-35381-7
- 布魯斯·施奈爾; 大衛·班瑟（David Banisar）· 《The Electronic Privacy Papers》, John Wiley & Sons, 1997年· ISBN 0-471-12297-1
- 布魯斯·施奈爾· 《秘密與謊言：如何建構網路安全防衛系統》, John Wiley & Sons, 2000年· ISBN 0-471-25311-1
- 布魯斯·施奈爾· 《超越恐懼：認真思考未知世界的資訊安全》, Copernicus Books, 2003年· ISBN 0-387-02620-7
- 尼爾斯·弗格森，布魯斯·施奈爾· 《實用密碼學》, John Wiley & Sons, 2003年· ISBN 0-471-22357-3

## 外部連結
- 布魯斯·施奈爾個人網頁 （页面存档备份，存于）